# Deserto di Tonopah
Il deserto di Tonopah è una regione di piccole pianure aride del deserto di Sonora situato a ovest della città di Phoenix in Arizona e a sudovest dell'intersezione tra i fiumi Hassampaya e Gila. Il deserto si trova anche poco a nord del massiccio delle Gila Bend Mountains, che crea l'ansa del fiume nota come Gila Bend ed è adiacente alle colline di Palo Verde sul Centennial Wash.

## Caratteristiche
Il deserto di Tonopah, di ridotte dimensioni, si sviluppa prevalentemente in direzione est-ovest, per una lunghezza di poco inferiore ai 50 km, nelle spianate ai piedi di bassi rilievi montuosi posti a nord; a nordest si trovano le Belmont Mountains, mentre a nordovest si trova l'area naturale di Hummingbird Springs Wilderness. A ovest costeggia la vallata di bassi rilievi delle Big Horn Mountains. L'area naturale di Big Horn Mountains Wilderness comprende la maggior parte dei monti Big Horn. A est il deserto è delimitato dalla fascia pedemontana delle colline a occidente del fiume Hassampaya.
Il deserto di Tonopah si trova in mezzo a due zone pianeggianti: a sudest la stretta dorsale delle Belmont Mountains, mentre a nordest l'Hassayampa Plain. La parte ovest e sudovest del deserto sono collegate da una sezione della vasta Harquahala Plain, che è volta in direzione nordest-sudovest, la stessa direzione del Centennial Wash e del Bouse Wash, due tra i torrenti che scendono dalle montagne e scorrono nelle pianure.
La città più vicina è Tonopah in Arizona, situata nella parte centrale- sudoccidentale della regione, ad un'altitudine di 342 m.